# Waseca County
Das Waseca County ist ein County im US-amerikanischen Bundesstaat Minnesota. Im Jahr 2020 hatte das County 18.968 Einwohner und eine Bevölkerungsdichte von 17,3 Einwohnern pro Quadratkilometer. Der Verwaltungssitz (County Seat) ist Waseca.

## Geografie
Das County liegt im Süden von Minnesota und ist etwa 45 km von Iowa entfernt. Es hat eine Fläche von 1121 Quadratkilometern, wovon 25 Quadratkilometer Wasserfläche sind. Von Südost nach Nordwest wird das County vom Le Sueur River durchflossen, der über den Blue Earth River und den Minnesota River zum Einzugsgebiet des Mississippi gehört. An das Waseca County grenzen folgende Nachbarcountys:
| Le Sueur County   |  | Rice County     |
| Blue Earth County |  | Steele County   |
| Faribault County  |  | Freeborn County |

## Geschichte
Das Waseca County wurde am 27. Februar 1857 aus Teilen des Steele County gebildet. Benannt wurde es nach einem Ausdruck aus der Sioux-Sprache.

## Demografische Daten

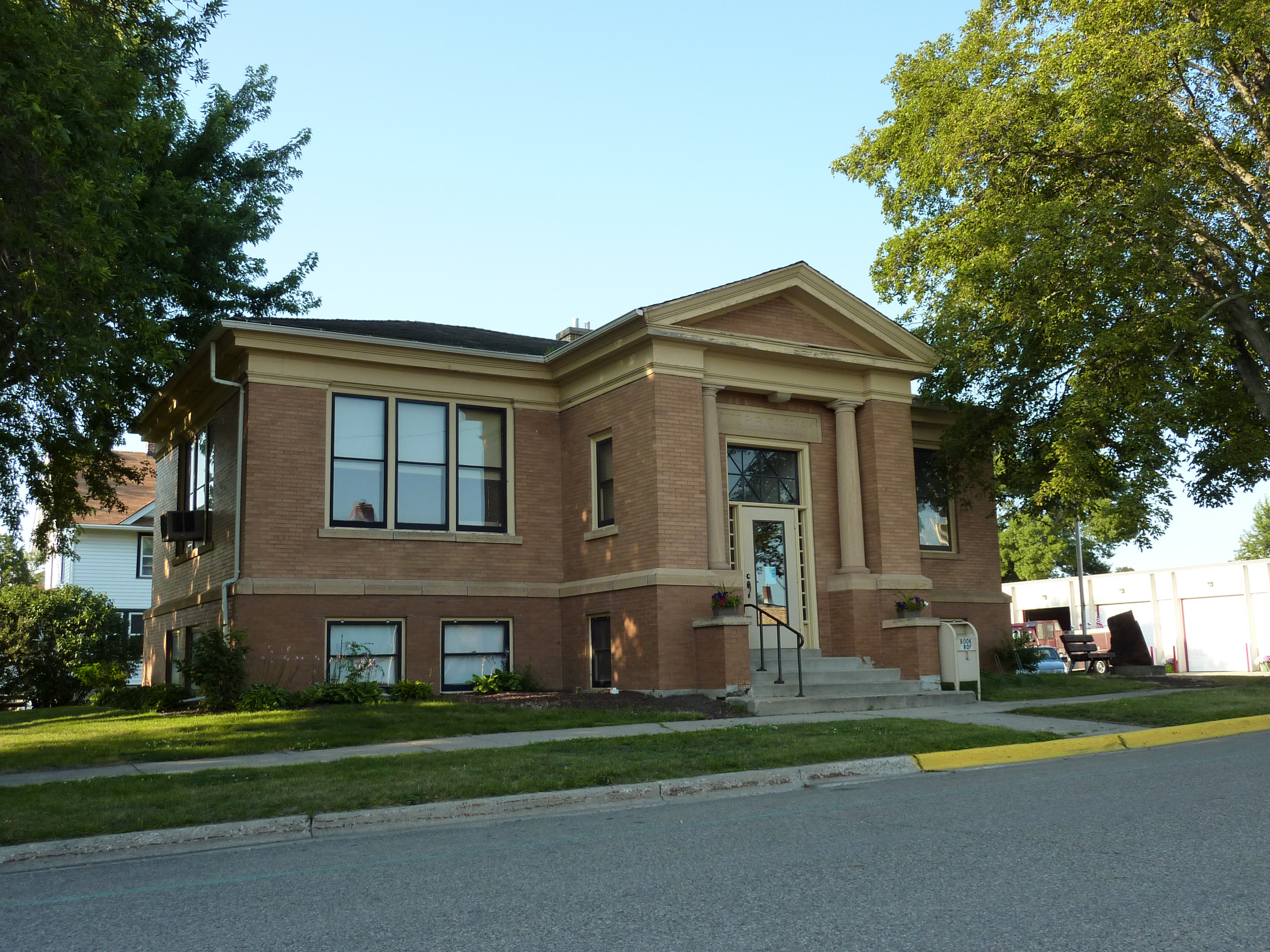
Janesville Free Public Library, gelistet im NRHP

Nach der Volkszählung im Jahr 2010 lebten im Waseca County 19.136 Menschen in 7303 Haushalten. Die Bevölkerungsdichte betrug 17,5 Einwohner pro Quadratkilometer. In den 7303 Haushalten lebten statistisch je 2,46 Personen.
Ethnisch betrachtet setzte sich die Bevölkerung zusammen aus 94,7 Prozent Weißen, 2,4 Prozent Afroamerikanern, 0,9 Prozent amerikanischen Ureinwohnern, 0,7 Prozent Asiaten sowie aus anderen ethnischen Gruppen; 1,2 Prozent stammten von zwei oder mehr Ethnien ab. Unabhängig von der ethnischen Zugehörigkeit waren 5,8 Prozent der Bevölkerung spanischer oder lateinamerikanischer Abstammung.
23,4 Prozent der Bevölkerung waren unter 18 Jahre alt, 61,3 Prozent waren zwischen 18 und 64 und 15,3 Prozent waren 65 Jahre oder älter. 52,8 Prozent der Bevölkerung war weiblich.

Das jährliche Durchschnittseinkommen eines Haushalts lag bei 52.357 USD. Das Pro-Kopf-Einkommen betrug 24.408 USD. 8,4 Prozent der Einwohner lebten unterhalb der Armutsgrenze.

## Ortschaften im Waseca County
Citys
| - Elysian1 - Janesville - New Richland | - Waldorf - Waseca |

1 – teilweise im Le Sueur County

## Gliederung
Das Waseca County ist neben den fünf Citys in zwölf Townships eingeteilt:
| Township                | Einwohner (2010) | FIPS     |
| ----------------------- | ---------------- | -------- |
| Alton Township          | 434              | 27-01198 |
| Blooming Grove Township | 525              | 27-06562 |
| Byron Township          | 230              | 27-09172 |
| Freedom Township        | 326              | 27-22598 |
| Iosco Township          | 550              | 27-31166 |
| Janesville Township     | 513              | 27-31724 |
| New Richland Township   | 443              | 27-45880 |
| Otisco Township         | 599              | 27-49084 |
| St. Mary Township       | 460              | 27-57274 |
| Vivian Township         | 259              | 27-67324 |
| Wilton Township         | 365              | 27-70744 |
| Woodville Township      | 1332             | 27-71698 |